# Acquisition de 21st Century Fox par Disney
Le 14 décembre 2017, The Walt Disney Company annonce son intention d'acheter une majorité des actifs de 21st Century Fox. La transaction s'est finalisée le 20 mars 2019 par la dissolution de 21st Century Fox, l'acquisition de plusieurs actifs par Disney et la création d'une nouvelle société, Fox Corporation ainsi que plusieurs ventes à d'autres sociétés pour obtenir l'accord des différentes commissions anticoncurentielles internationales. Le montant de la transaction est de 71,3 milliards de dollars pour Disney desquels doivent être déduites les sommes récupérées des ventes contraintes.
Les principaux actifs achetés par Disney sont 20th Century Fox, FX, Fox Networks Group, la participation de 73 % dans National Geographic Partners, Star India et 30 % d'Hulu. Fox Corporation comprend Fox Broadcasting Company, Fox Television Stations, Fox News Channel, Fox Business Network, Fox Deportes, et Big Ten Network. Les principaux actifs vendus sont Sky à Comcast et Fox Sports Net à Sinclair Broadcast Group.
Grâce à cette acquisition, Disney devient propriétaire de plusieurs franchises cinématographique appartenant au studio 20th Century Fox, notamment La Planète des singes, Alien, Predator, X-Men, L'Âge de glace, La Nuit au musée et Avatar.

## Historique

### Novembre 2017 à avril 2018: premiers projets

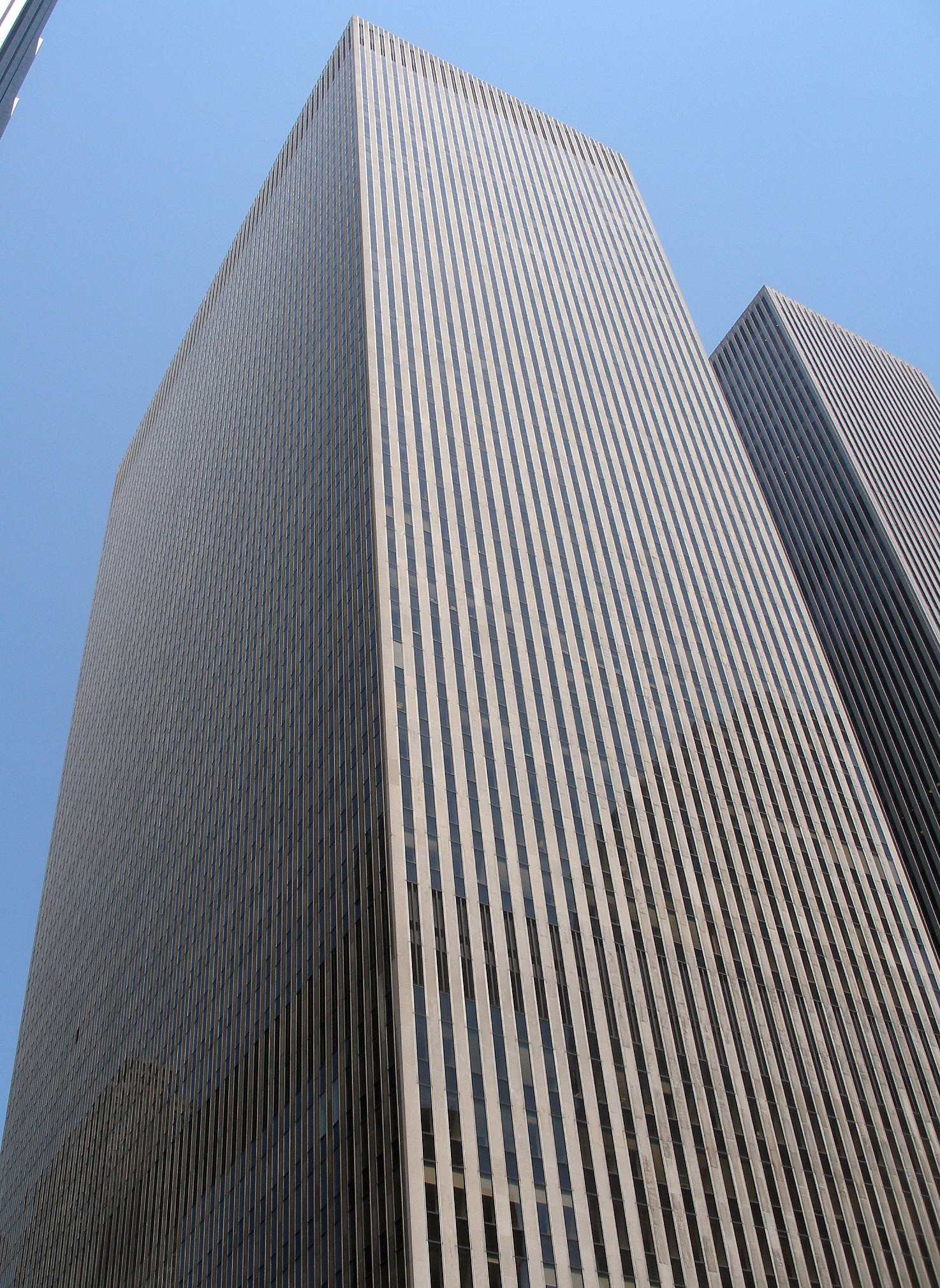
Le 1211 Avenue of the Americas à New York, siège de 21st Century Fox.

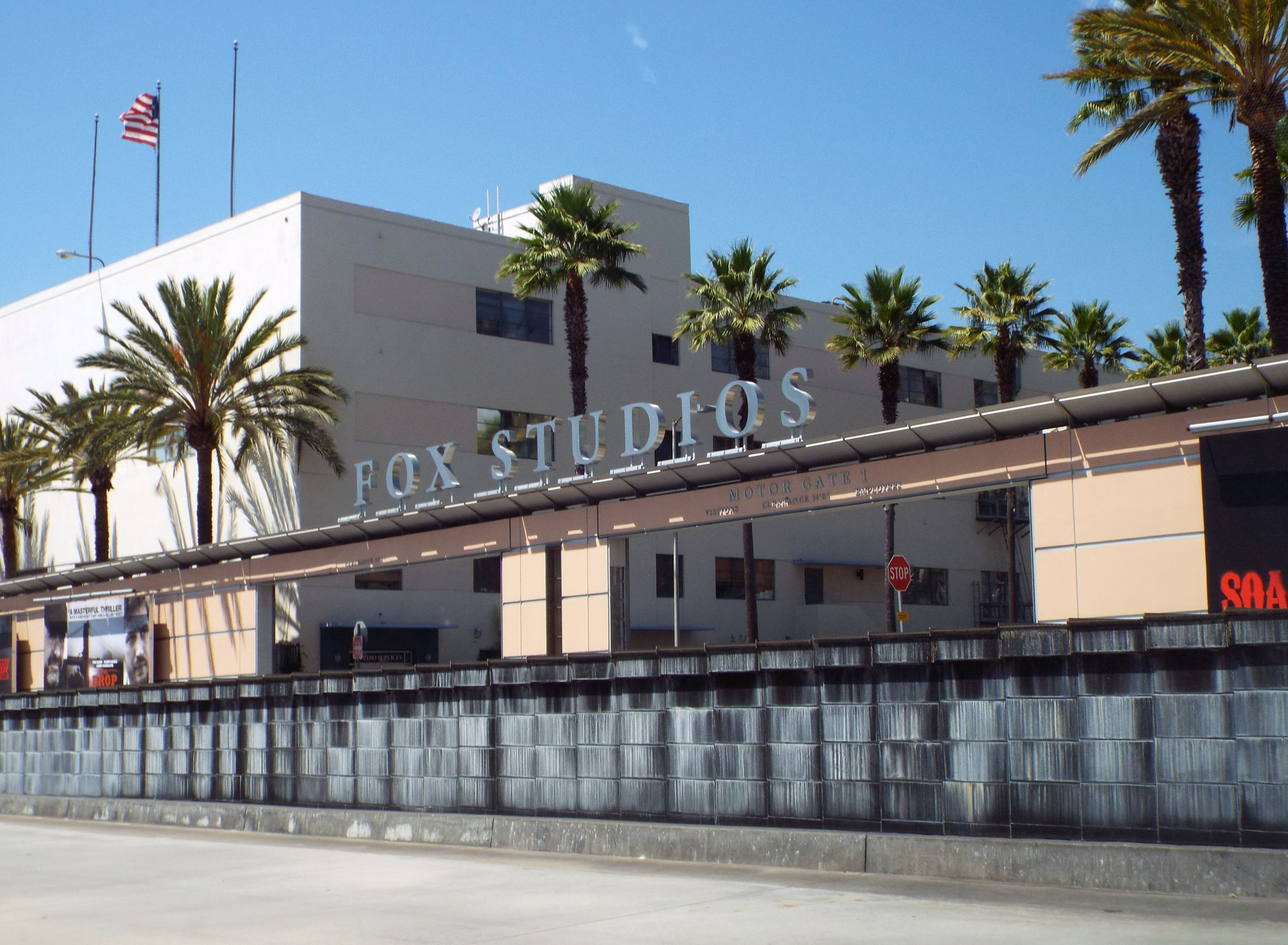
Entrée des Fox Studios à Los Angeles, siège de 20th Century Fox.

Le 6 novembre 2017, le site CNBC révèle que 21st Century Fox serait en pourparler avec Disney pour lui vendre une partie de ses activités dont les studios 20th Century Fox, les chaînes européennes de BSkyB mais aussi National Geographic Channel et Star India. Les chaînes Fox Broadcasting Company, Fox News et Fox Sports Net sont alors exclues de la transaction pour des raisons de réglementation. Le 2 décembre 2017, selon la presse, Disney aurait repris des discussions pour acheter une partie de 21st Century Fox, tandis que Comcast reste en pourparlers avec celle-ci,,,.
Le 14 décembre 2017, Disney officialise son intention de rachat de la plupart des actifs du groupe américain 21st Century Fox pour 66,1 milliards de dollars (52,4 milliards en actions et 13,7 milliards de dette),,. Pour Reuters, le rachat de 21st Century Fox par Disney sera profitable en Inde aux 69 chaînes de Star India et son service de streaming Hotstar, Disney récupérant aussi les droits de la Coupe du monde de cricket.
Le communiqué officiel détaille les éléments suivants :
- achat pour 52,4 milliards d'USD en actions et assumera 13,7 milliards d'USD de dette
- 21st Century Fox va créer une spinoff qui ne sera pas vendue à Disney avec Fox Broadcasting Company et les stations Fox News Channel, Fox Business Network, Fox Sports 1, Fox Sports 2 et Big Ten Network
- Disney récupère les filiales suivantes
  - production cinématographique : 20th Century Fox, Fox Searchlight Pictures, Fox 2000 Pictures (non mentionné Blue Sky Studios).
  - production télévisuelle : 20th Century Fox Television, FX Productions et Fox 21 Television Studios
  - diffusion télévisuelle : FX Networks, National Geographic Channel, Fox Sports Regional Networks, Fox Networks Group, Star India
  - les participations dans Hulu, Sky plc, Tata Sky et Endemol Shine Group

Plusieurs filiales ou participations ne sont pas listées dans le communiqué officiel comme le studio d'animation Blue Sky Studios (filiale de 20th Century Fox) ou la participation minoritaire dans le groupe de média saoudien Rotana Group. Selon une analyse du New York Times, le rachat du groupe Sky par Disney aurait des conséquences surtout si le rachat entamé par Rupert Murdoch de l'intégralité du groupe Sky est validé par les régulateurs. Cette montée à 100 % du groupe Sky formerait un groupe ayant plus de revenu et de contenu que les concurrents européens réunis RTL, Mediaset, ITV, ProSiebenSat.1 et Vivendi. Pour The Motley Fool, l'achat de 21st Century Fox permettra à Disney de lutter contre Netflix au travers de 3 plateformes, celle ESPN prévue en 2018 qui regroupera les chaînes ESPN et les 22 chaînes locales de Fox Sports Net, celle à vocation familiale non baptisée prévue en 2019 avec les contenus Disney, Pixar, Marvel, et Lucasfilm, mais aussi avec une participation de 60 % dans Hulu ayant un taux de pénétration de 22 % du marché américain (comparé au 61 % de Netflix ou 36 % d'Amazon) avec une vocation plus adulte et diffusant déjà Les Simpson de 20th Century Fox Television. Pour Live Mint, le rachat de 21st Century Fox par Disney aura des conséquences sur le marché indien dont celui du service par contournement mais l'industrie cinématographique est déjà en mutation. Variety précise que la participation de Disney dans Vice Media sera augmenté avec les 5 % détenus par 21st Century Fox depuis un investissement de 70 millions d'USD réalisé en 2013.
Le 10 janvier 2018, The Hollywood Reporter évoque des pourparlers entre 21st Century Fox et Sinclair Broadcast Group pour que Fox Broadcasting Company, future partie de la "New Fox", achète 10 stations de Sinclair Broadcast Group et lève un verrou pour la fusion entre Sinclair et Tribune Media tout en renforçant le futur Fox.
Le 8 février 2018, Disney dévoile les contours de son futur service de vidéo par contournement, qui proposera les films et séries Disney, Marvel et Lucasfilm et aussi le catalogue de 21st Century Fox en cas de validation du rachat mais aucune production interdite aux mineurs qui sera réservée à Hulu ni les coproductions comme celles de Netflix,. Le 20 février 2018, 21st Century Fox prévoit 10 années d'investissements dans Sky News pour rassurer l'OFCOM britannique dans le cadre de son rachat de la totalité de Sky et de son rachat par Disney.
Le 14 mars 2018, Disney annonce une réorganisation à effet immédiat de ses divisions en anticipation de l'achat de 21st Century Fox avec la fusion des parcs et des produits de consommation et la création d'une division regroupant diffusion de contenu et l'international,,.
Le 3 avril 2018, Disney propose d'acheter Sky News dans le cadre du rachat de Sky par 21st Century Fox de Rupert Murdoch même en cas d'échec du rachat de 21st Century Fox par Disney,,. Le 12 avril 2018, la commission britannique sur les fusions et acquisitions impose à Disney d'acheter l'intégralité de Sky si l'achat de 21st Century Fox est validé par les autorités américaines,,. Le 19 avril 2018, dans un communiqué commun 21st Century Fox et Disney annoncent le choix de Disney pour l'acquisition d'une partie de 21st Century Fox et l'agenda cette acquisition.
Le 25 avril 2018, Comcast fait une offre de 30 milliards d'USD pour acheter Sky alors que Disney n'a pas finalisé l'acquisition d'une majorité de 21st Century Fox détenant 39 % de Sky, forçant le duo Disney-Fox à faire une contre-offre,. Le 16 mai 2018, dans le cadre de la future réorganisation, Lachlan Murdoch deviendrait le nouveau CEO du nouveau Fox et John Nallen, actuel CFO prendrait la place de COO,. Le 23 mai 2018, Comcast confirme vouloir lancer une nouvelle offre exclusivement en numéraire pour contrer Disney dans l'achat de 21st Century Fox,,. Le 30 mai 2018, 21st Century Fox annonce à ses actionnaires une réunion le 10 juillet pour voter la fusion avec la Walt Disney Company,. Le 10 juin 2018, le Wall Street Journal rappelle qu'un des fleurons de 21st Century Fox est le groupe indien Star India. Le même jour les actionnaires de Disney et de Fox ont reçu un document officiel détaillant la fusion proposée, soumise au vote du 10 juillet, les actifs non achetés par Disney seront transférés dans une nouvelle entité temporairement surnommée « New Fox » ,.

### Juin 2018: Bataille d'enchères entre Disney et Comcast pour 21st Century Fox et Sky
Le 12 juin 2018, un juge fédéral du département de la Justice des États-Unis approuve la fusion entre AT&T et Time Warner, ouvrant la voie au rachat de 21st Century Fox par Disney ou Comcast,. Le lendemain, 13 juin 2018, Comcast fait une offre d'acquisition de 65 milliards de dollars sur 21st Century Fox, en compétition avec l'offre de Disney,,. Comme l'offre de Disney, l'offre de Comcast n'inclut pas Fox News et une partie des activités autour du sport de 21st Century Fox.
Le 19 juin 2018, Disney garantit des investissements dans Sky News pour 15 ans en cas de rachat pour satisfaire l'ofcom. Le 20 juin 2018, Disney augmente son offre de rachat de 21st Century Fox pour atteindre le 71,3 milliards d'USD en actions et liquidité, auxquelles s'ajoute l'achat de la dette de 13,8 milliards d'USD de 21st Century Fox. Le 22 juin 2018, Disney confirme prévoir vendre d'autres actifs que Fox Sports Net en cas de rachat de 21st Century Fox pour satisfaire les régulateurs financiers. Le 28 juin 2018, à la suite des contre-offres de Comcast (65 millards) et Disney (71,3 milliards), 21st Century Fox décale le vote initialement prévu le 10 au 27 juillet.

### Juillet 2018 à mars 2019: les Commissions anticoncurrentielles et contreparties
Le 27 juin 2018, le département de la Justice des États-Unis approuve l'achat de 21st Century Fox par Disney à condition de vendre sous 90 jours le réseau des 22 chaînes régionales Fox Sports Net,,,.
Le 2 juillet 2018, le New York Post annonce que Disney et Comcast pourraient se partager 21st Century Fox, Comcast achetant Sky et Disney achetant le reste des activités en vente. Le 9 juillet 2018, CNNMoney indique que Disney en rachetant 21st Century Fox va mettre la main sur Star India et ses 60 chaînes touchant 700 millions de téléspectateurs, Fox Star Studios et ses films pour Bollywood mais aussi le service de vidéo à la demande sur Hotstar et ses 75 millions d'abonnés. Le 16 juillet 2018, Comcast annonce ne pas surenchérir sur l'offre de Disney de 71,3 milliards d'USD pour l'achat de 21st Century Fox,,. Le 27 juillet 2018, les actionnaires de Disney et de 21st Century Fox valident l'achat d'une grande partie des actifs 21st Century Fox par Disney pour 71,3 milliards d'USD,,.
Le 28 août 2018, les Yankees de New York annoncent leur intention d'acheter la chaîne YES Network à Disney après le rachat de 21st Century Fox et pour satisfaire le département de la Justice des États-Unis.
Le 17 septembre 2018, l'Union européenne repousse la date de validation de l'achat de 21st Century Fox par Disney au 19-21 octobre,.
Le 23 septembre 2018, Comcast remporte l'enchère sur Sky avec une offre à 17,28 £ par action totalisant 39 milliards d'USD contre Disney-Fox avec 15,67 £ par action,, toutefois cette perte pour Disney d'un acteur européen majeur de la télévision payante est salué en bourse le lendemain par une augmentation de 2 % tandis que Comcast chute de 6%,. Les analystes dont Todd Juenger de Bernstein saluent le retrait de Disney dans cette course aux enchères avec Comcast pour 21st Century Fox puis Sky car l'intérêt d'un opérateur de télévision payante, directe et satellitaire même majeur à l'échelle européenne s'accorde mal avec la stratégie de Disney accès sur la vidéo à la demande en service par contournement.
Le 26 septembre 2018, Disney et 21st Century Fox acceptent de vendre la participation de 39 % dans Sky à Comcast, pour 15 milliards d'USD,,.
Le 10 octobre 2018, New Fox annonce la mise en place de sa nouvelle organisation pour le 1er janvier 2019, avant la finalisation du rachat par Disney. Le 15 octobre 2018, Disney annonce avoir garanti des concessions à la commission européenne afin de respecter les lois antitrust dans le projet d'achat de 21st Century Fox mais le détail n'a pas été révélé,,,. Le 17 octobre 2018, Disney publie les documents officiels relatifs à la vente des 22 chaînes de Fox Sports Net, condition de la justice américaine au rachat de 21st Century Fox en parallèle le régulateur chinois n'a pas encore fourni son accord ni de commentaire alors que la tension monte entre Donald Trump et Xi Jinping.
Le 6 novembre 2018, la Commission européenne approuve l'acquisition par Disney des actifs de 21st Century Fox à condition de vendre ses participations dans les déclinaisons européennes des chaînes d'A&E comme History et Lifetime,,.
Le 8 novembre 2018, Disney ouvre les enchères pour les 22 chaînes de Fox Sports Net. Le 19 novembre 2018, le régulateur financier chinois valide l'achat de 21st Century Fox par Disney sans condition,,.
Le 3 décembre 2018, l'autorité de la concurrence brésilienne CADE se donne jusqu'au 23 mars 2019 pour analyser l'impact au Brésil de l'achat de 21st Century Fox par Disney principalement la concentration des chaînes sportives. Le 16 décembre 2018, Uday Shankar actuel président de 21st Century Fox Asia et de Star India est nommé à la tête de The Walt Disney Company Asia Pacific regroupant ses activités précédentes de Fox et celles de Disney sous la division Disney Direct-to-Consumer and International et devient président de The Walt Disney Company India,,.
Le 31 janvier 2019, Commission fédérale pour la concurrence économique (Comisión Federal de Competencia Económica, COFECE), l'autorité des marchés financiers mexicaine demande la vente des intérêts de Disney dans la coentreprise de distribution cinématographique Walt Disney Studios Sony Pictures Releasing de México à Sony Pictures Motion Picture Group. Le 8 février 2019, la COFECE valide l'achat de 21st Century Fox par Disney mais le président Andrés Manuel López Obrador évoque un conflit d'intérêts d'un des membres de la commission.
Le 12 février 2019, l'autorité des marchés financiers brésilienne le Conseil administratif de la défense économique repousse sa décision sur l'achat de 21st Century Fox par Disney à la date limite du 17 mars malgré la venue de Robert Iger au Brésil afin de statuer sur d'éventuels risques de monopoles principalement sur les chaînes sportives,. Le 21 février 2019, Bloomberg annonce que Disney aurait accepté de vendre les chaînes Fox Sports brésiliennes et mexicaines pour satisfaire la CADE et COFECE en raison de la fronde lancée par le Grupo Globo au Brésil et Televisa au Mexique. La 26 février 2019, la presse annonce la publication de l'accord officiel de la CADE pour le lendemain validant l'achat de 21st Century Fox par Disney à la suite des concessions accordées par Disney,,.
Le 20 mars 2019, Disney finalise l'achat de la majorité des actifs de 21st Century Fox pour 71,3 milliards d'USD,,.
| Pays/Région économique | Commissions                                                  | Date approbation | Contrepartie                                                    |
| ---------------------- | ------------------------------------------------------------ | ---------------- | --------------------------------------------------------------- |
| États-Unis             | Département de la Justice des États-Unis                     | 27 juin 2018     | Vente des 22 chaînes régionales Fox Sports Net                  |
| Union européenne       | Commission européenne                                        | 15 octobre 2018  | Vente des chaînes européennes d'A&E Networks                    |
| Chine                  | China Securities Regulatory Commission ( CSRC)               | 19 novembre 2018 | aucune                                                          |
| Brésil                 | Conseil administratif de la défense économique (CADE)        | 21 février 2019  | vente des chaînes Fox Sports brésiliennes                       |
| Mexique                | Commission fédérale pour la concurrence économique (COFECE ) | 31 janvier 2019  | Vente de Walt Disney Studios Sony Pictures Releasing de Méxicoà |

### Conséquences de l'acquisition finalisée le 20 mars 2019
Le 27 février 2019, alors que Disney finalise le rachat de 20th Century Fox, la presse s'interroge sur les conséquences sur Disney de l'affaire judiciaire opposant les acteurs et producteurs de la série Bones et la direction de 20th Century Fox Television,. Un juge a déclaré la direction de 20th Century Fox coupable « de mensonges, de tromperies et de fraude » afin de minimiser les gains de la série et qu'il demande 179 millions d'USD de dommages et intérêts ainsi que des garanties aux nouveaux directeurs chez Disney,. Le 4 mars 2019, le directoire de Disney amende le contrat de travail de Bob Iger lui accordant un bonus de 13,5 millions d'USD pour l'acquisition de 21st Century Fox mais supprimant l'augmentation de son salaire de base de 8 millions d'USD,. Le 3 avril 2019, Debmar-Mercury annonce qu'elle stoppe son partenariat avec 20th Television pour la gestion des publicités des émissions en syndication et confie la gestion à CBS. Le 4 mars 2019, Ravi Ahuja, actuel CFO de Fox Networks Group est nommé CFO de Walt Disney Television, sous la présidence de Peter Rice et la responsabilité du CFO de Disney, Christine McCarthy. Le 8 mars 2019, Disney aurait accepté l'offre des Yankees, Amazon et Sinclair Broadcast Group des 80 % de YES Network précédemment détenus par 21st Century Fox pour 3,47 milliards d'USD,.
Le 21 mars 2019, au lendemain de la finalisation de son achat de 21st Century Fox, Disney annonce la fermeture du studio Fox 2000 Pictures,,. Le 1er avril 2019, Walt Disney International réorganise ses directions en Asie et nomme des directeurs issus de 21st Century Fox sous la direction d'Uday Shankar, ancien de STAR TV,.
Le 14 avril 2019, selon The Motley Fool, la présentation de Disney+ faite le 11 avril éclaire sur la motivation de l'acquisition de 21st Century Fox par Disney, étendre son catalogue de films, séries mais aussi de documentaires avec National Geographic, augmenter sa participation dans Hulu et récupérer des licences Marvel. Le 17 avril 2019, à la suite de son acquisition de 21st Century Fox, Disney lance une seconde campagne de licenciement, après la distribution en mars c'est au tour du service des publicités de Fox Networks Group,. Le 25 avril 2019, Kevin Mayer, président de Disney Direct-to-Consumer and International, déclare que l'une des motivations de l'acquisition de 21st Century Fox par Disney est une croissante en Asie et en Inde. 21st Century Fox et Disney sont principalement complémentaires en Asie, avec par exemple la presque absence de 21st Century Fox en Chine ou les marchés différents en Inde mais il y a de fortes redondances en Asie du Sud-Est.Toutefois l'achat de 21st Century Fox, et sa filiale STAR TV, force Disney à revenir sur sa décision en 2016 de stopper la production cinématographique indienne, avec la fermeture des studios d'UTV Motion Pictures. Un autre changement initié par 21st Century Fox depuis 2009, dû au succès de Star, est le découpage en sous-régions, voire par langues en Inde avec des entités dédiées au tamul ou à l'hindi. C'est en Inde que Disney modifie le plus son organisation à cause d'une prédominance de 21st Century Fox, Star en tête, bien que Star soit absente du secteur des émissions pour la jeunesse.
Le 26 avril 2019, Sinclair Broadcast Group dépose une enchère pour Fox Sports Net (sauf YES Network). Le 2 mai 2019, Sinclair Broadcast annonce l'acquisition des 21 chaînes régionales de Fox Sports Net pour 10 milliards de dollars,,,. Le 13 mai 2019, Disney Media Distribution transfère la gestion publicitaire de 20th Century Fox à OMD, laissant Publicis et MDC Partners sur la touche,. Le 20 mai 2019, le site Legal Sports Report confirme que la participation de Fox Sports dans le site de paris en ligne DraftKings a été achetée par Disney lors de l'acquisition de 21st Century Fox malgré les ventes de Fox Sports Net à Sinclair Broadcasting et le transfert par scission de Fox Sports à News Corp,. Le 21 mai 2019, Twentieth Century Fox Film Corporation annonce que Disney prévoit 53 licenciements à partir du 25 juillet.
Le 17 juin 2019, Twentieth Century-Fox Film Corporation annonce 87 licenciements supplémentaires aux studios de Century City pour des raisons de postes en double dans la nouvelle organisation.
Le 1er août 2019, Disney aurait licencié près de 250 personnes dans les services de productions cinématographique et d'effets visuels et fusionne la Fox Research Library avec les Walt Disney Archives,. Le 17 août 2019, Disney prévoit de diffuser une partie de la compétition de l'UFC sur la chaîne FX, son ancien diffuseur et l'obtention du contrat de gagné gagné par ESPN en 2018. Le 19 août 2019, Disney prévoit de supprimer 124 postes supplémentaires de 20th Century Fox Film Corp majoritairement basés au Fox Studios, totalisant 264 postes avec les annonces du 24 et 31 juillet, mais 3000 pourraient être impactés par la consolidation. Le 23 août 2019, Sinclair Broadcast Group finalise l'achat des 21 chaînes de Fox Regional Sports Networks . Le 29 août 2019, Disney annonce 70 à 80 suppressions de postes au sein National Geographic et l'arrêt du magazine National Geographic Traveler. Le même jour Disney finalise la vente des 80 % qu'elle détient dans YES Network à un groupe d'investisseurs dont les Yankees, Sinclair Broadcast Group, Amazon et RedBird Capital,.
Le 26 octobre 2019, la société française Banijay annonce racheter Endemol Shine, actuellement détenu pour moitié par Apollo Global Management et pour l'autre moitié par The Walt Disney Company, formant ainsi le plus gros producteur audiovisuel au monde (sous réserve d'accord des régulateurs compétents).
Le 17 janvier 2020, Disney officialise le retrait du terme « Fox » dans les noms de ses labels cinématographiques Fox Searchlight Pictures et 20th Century Fox pour éviter les confusions avec Fox Broadcasting Company, Twentieth Century Fox Animation est rebaptisé 20th Century Animation ,. Les noms respectifs sont Searchlight Pictures, apparus dès décembre dans des mails, et 20th Century Studios mais les autres filiales dont la télévision ne sont pas encore concernées. Pour le Wall Street Journal le prochain défi pour la société Disney et de maintenir les studios 20th Century Studios et Searchlight Pictures à flot avec une ligne directrice complémentaire de ses autres labels : Disney, Marvel, Lucasfilm, Pixar.
Le 22 janvier 2020, Disney vend les studios FoxNext Games et sa filiale Cold Iron Studios achetés lors de son acquisition de 21st Century Fox à Scopely,. Le 24 janvier 2020, malgré la vente de FoxNext, Disney ferme le studio Fogbank Entertainment et licencie les 60 employés de San Francisco,. 
Le 31 décembre 2020, Disney procède à la fermeture des chaînes Fox Play et Voyage dans les pays européens, notamment en France, et au Brésil.

## Les Sociétés après l'acquisition

### Sociétés achetées par Disney
- Twentieth Century Fox Film Corporation[147]
  - Fox Family[147]
  - 20th Century Fox Animation[147]
    - Blue Sky Studios[147]

  - Fox Searchlight Pictures[147]
  - Fox 2000 Pictures[147]
  - Fox Studios Australia[148]
  - Fox Stage Productions - Le 3 juillet 2019, la société est intégrée au Disney Theatrical Group[149]
  - Boom! Studios (part minoritaire)[150]
- Twentieth Century Fox Television[151]
  - 20th Television[10]
  - Fox 21 Television Studios[151]
- Fox Networks Group[10],[86]
  - FX Networks[151]
    - FX Productions[151]

  - National Geographic Partners (73%)[151]
  - Fox Networks Group Latin America[86]
  - Fox Networks Group Europe[86]
  - Fox Networks Group Africa[86]
  - Fox Networks Group Asia Pacific[86]
- Star India[10],[86]
- Hulu (United States) (30%)[10]
- Tata Sky (30%)[10]
- DraftKings (participation minoritaire)[124]
- Vice Media (5 %)[14]

#### Renommages
| Ancien nom                                              | Nouveau nom            | Date            |
| ------------------------------------------------------- | ---------------------- | --------------- |
| 20th Century Fox Twentieth Century Fox Film Corporation | 20th Century Studios   | 17 janvier 2020 |
| Twentieth Century Fox Animation                         | 20th Century Animation | 17 janvier 2020 |
| Fox Searchlight Pictures                                | Searchlight Pictures   | 17 janvier 2020 |
| 20th Century Fox Television                             | 20th Television        | 10 août 2020    |
| Fox 21 Television Studios                               | Touchstone Television  | 10 août 2020    |

### Sociétés de 21st Century Fox vendues par Disney
Le 6 septembre 2019, dans le cadre de son acquisition de 21st Century Fox pour 71,3 milliards d'USD, la  Walt Disney Company a déjà réduit sa facture de 13 milliards d'USD grâce aux ventes des 21 chaînes de Fox Sports Networks pour 9,6 milliards d'USD et de YES Network pour 3,47 milliards d'USD pour satisfaire les autorités de régulation mais d'autres transactions ont eu lieu.
- Sky (39.14%) – après le succès de Comcast aux enchères, 21st Century Fox a vendu sa participation de 39% dans Sky pour £17.28-par action, valorisant cette participation à 11,6 milliards de £ (15 milliards d'USD)[153],[154].
- A&E Networks Europe (50%) – Le 6 novembre 2018, la Commission européenne a statué que Disney vende les chaînes européennes d'A&E, dont History, H2, Crime & Investigation, Blaze et Lifetime[78]. C'est Hearst Corporation, qui détient déjà l'autre moitié d'A&E, qui a acheté la participation de Disney dans les chaînes européennes[155]
- Walt Disney Studios Sony Pictures Releasing de México – Le 31 janvier 2019, Disney a vendu sa filiale de distribution conjointe au Mexique à Sony Pictures Releasing[89].
- Fox Sports Net – à la demande du département de la Justice des États-Unis, Disney avait 90 jours pour vendre les 22 chaînes régionales de sport après finalisation de l'achat[49]. À la suite d'enchères le Sinclair Broadcast Group a acheté le 26 avril 2019 Fox Sports Networks (sauf YES Network) à Disney pour 10 milliards d'USD[117].
  - Fox College Sports[156]
  - Fox Sports Go[157],[158]
  - YES Network (80%) – à la faveur d'une clause du contrat de création de la chaîne, la société de gestion de l'équipe Yankee Global Enterprises[159], la chaîne a été vendue le 8 mars 2019, à un consortium regroupant Yankee Global Enterprises, Amazon et Sinclair Broadcast Group pour 3,5 milliards d'USD[160].
- Fox Sports Latin America (Mexique et Brésil) – Le 21 février 2019, Bloomberg annonce que Disney a accepté de vendre les chaînes brésilienne et mexicaine de Fox Sports pour satisfaire les commissions nationales respectives[161]
  - Fox Sports Brazil
  - Fox Sports Mexico
- Debmar-Mercury (publicités) - Le 3 avril 2019, Lionsgate annonce un nouveau contrat avec CBS pour la gestion des publicités des émissions en syndication confiée précédemment à 20th Television[104]
- Endemol Shine Group - le 26 octobre 2019, la société française Banijay annonce racheter Endemol
- FoxNext Games et sa filiale Cold Iron Studios (jeux vidéos) - Le 22 janvier 2020 vente à Scopely[140],[141].

| Entreprise                                    | Prix d'achat         | Prix de vente         | Nouveau propriétaire                                          | Date                                              |
| --------------------------------------------- | -------------------- | --------------------- | ------------------------------------------------------------- | ------------------------------------------------- |
| 21st Century Fox                              | 71,3 milliards d'USD | -                     | The Walt Disney Company                                       | 20 mars 2019                                      |
| Sky (39.14%)                                  | -                    | 15 milliards d'USD    | Comcast                                                       | 26 septembre 2018                                 |
| Fox Sports Net (100 %)                        | -                    | 10 milliards d'USD    | Sinclair Broadcast Group                                      | 26 avril 2019                                     |
| YES Network (80%)                             | -                    | 3,5 milliards d'USD   | Yankee Global Enterprises, Amazon et Sinclair Broadcast Group | 8 mars 2019 (annonce) 29 août 2019 (finalisation) |
| Endemol Shine Group (50%),                    | -                    | 1 milliard d'USD      | Banijay                                                       | 26 octobre 2019                                   |
| FoxNext Games et sa filiale Cold Iron Studios | -                    | Somme non communiquée | Scopely                                                       | 22 janvier 2020                                   |
| Total                                         | 71,3 milliards d'USD | 29,5 milliards d'USD  | Différence : 41,8 milliards d'USD                             | Différence : 41,8 milliards d'USD                 |

### Sociétés de la nouvelle Fox Corporation
Le 14 novembre 2018, une nouvelle société indépendante est annoncée pour regrouper les actifs restants de 21st Century Fox, nommée Fox Corporation. La société a été officialisée le 1er janvier 2019,.
- Fox Broadcasting Company
- Fox Television Stations Group
  - MyNetworkTV[164]
- Fox News Group
  - Fox News Channel
  - Fox Business Network
- Fox Sports Media Group (United States only)
  - Fox Sports 1
  - Fox Sports 2
  - Fox Deportes
  - Big Ten Network (51%)
- Fox Studio Lot[165]

## Analyse
Le principal motif de l'acquisition de 21st Century Fox par Disney est le développement du catalogue pour son service Disney+,. Ce motif est apparu après l'achat de BAMTech,. Une raison était l'ajout des chaînes sportives du Fox Sports Networks qui auraient pu compléter l'offre d'ESPN dont le service ESPN+ créé sur la base de BAMTech. Mais les instance anti-monopole ont requis la vente de ces chaînes pour éviter un monopole dans le domaine du sport.
Grâce à la Fox, Disney a acquis une part majoritaire dans un second service, Hulu, le restant étant détenu par Comcast, ce qui explique une bataille d'enchères.
Pour certains médias, le motif est d'abord lié aux droits cinématographiques dont ceux de l'univers Marvel détenus par la Fox, dont les X-Men et les Quatre Fantastiques. L'acquisition de la Fox a aussi eu un impact sur la production cinématographique, principalement avec la décision de réduire la production de 20th Century Fox, devenu Fox Corporation, de 15 à 6 films par an. Parmi les autres droits acquis par Disney figurent ceux des films Avatar (autour duquel Disney a développé un parc d'attractions, Pandora: The World of Avatar), La Planète des singes ou de la première trilogie de Star Wars (Un nouvel espoir, L'Empire contre-attaque, Le Retour du Jedi).